# Spettroscopia Raman Coerente anti-Stokes a polarizzazione rotante
La spettroscopia Raman Coerente anti-Stokes a polarizzazione rotante, conosciuta anche come RP-CARS, è una implementazione particolare della spettroscopia Raman Coerente anti-Stokes (CARS). La RP-CARS sfrutta le regole di selezione dipendenti dalla polarizzazione al fine di analizzare l'anisotropia dell'orientamento molecolare e la direzione verso la quale queste molecole sono allineate all'interno della funzione ottica di diffusione del punto.

## Processo CARS
La spettroscopia Raman Coerente anti-Stokes (CARS) è un processo non lineare nel quale la differenza tra le energie di un paio di fotoni incidenti uguaglia l'energia di un modo vibrazionale di un legame molecolare di interesse. Questa popolazione fononica viene poi analizzata in modo coerente dall'interazione con un terzo fotone e susseguentemente viene emessa la radiazione anti-Stokes.

## Artefatti dipendenti dalla polarizzazione
In presenza di anisotropia dell'orientamento molecolare nel campione, le immagini CARS spesso presentano degli artefatti dovuti alle regole di selezione dipendenti dalla polarizzazione. Tali artefatti alterano l'intensità misurata in modo sensibile all'allineamento tra il piano di polarizzazione della luce incidente e il piano di orientamento principale dei legami molecolari.
Tale effetto è dovuto al fatto che il processo di mixing a quattro onde è molto più efficiente quando il piano di polarizzazione della luce incidente è allineato con il piano di orientamento principale delle vibrazioni molecolari.

## RP-CARS
La RP-CARS sfrutta le regole di selezione dipendenti dalla polarizzazione per rilevare l'orientamento microscopico locale dei legami molecolari che si stanno osservando. Utilizzando la RP-CARS è possibile visualizzare il grado di anisotropia dell'orientamento dei legami molecolari selezionati e rilevare la loro direzione media di orientamento.
Ciò è reso possibile facendo ruotare continuamente l'orientazione del piano di polarizzazione della luce incidente usando una lamina a mezz'onda ruotante, per poi analizzare, in modo sequenziale e per ogni pixel dell'immagine, la dipendenza dell'intensità del segnale CARS in funzione del suddetto orientamento.
Ciò permette di misurare per ogni pixel il piano medio di orientamento dei legami molecolari di interesse e il grado di anisotropia spaziale all'interno del volume della funzione ottica di diffusione del punto.

## Applicazioni
Possibili applicazioni nel campo biomedico di questa tecnologia sono collegate allo studio della mielina e delle mielopatie. La mielina è una struttura altamente ordinata, nella quale molti doppi-strati  fosfolipidici, arricchiti in lipidi e fortemente compattati, sono avvolti a spirale attorno agli assoni cilindrici. Le catene aciliche lineari delle molecole fosfolipidiche presentano un orientamento perpendicolare rispetto alla superficie delle mielina. Quindi, in una fibra nervosa mielinata, un gran numero di legami molecolari sono orientati attorno ad un asse radiale di simmetria. La presenza di una anisotropia molecolare e di una simmetria azimutale così forti rende la RP-CARS uno strumento molto adatto per investigare la sostanza bianca nervosa.